# Королёво (Гагаринский район)
Королёво — деревня в Гагаринском районе Смоленской области России. Входит в состав Ельнинского сельского поселения.
Расположена в северо-восточной части области в 38 км к северо-западу от Гагарина, в 28 км восточнее автодороги Р134 «Старая Смоленская дорога» Смоленск — Дорогобуж — Вязьма — Зубцов, на берегу реки Королёвка. В 33 км западнее деревни расположена железнодорожная станция Помельница на линии Вязьма — Ржев.

## История
В годы Великой Отечественной войны деревня была оккупирована гитлеровскими войсками в октябре 1941 года, освобождена в марте 1943 года.